# ITL Eisenbahngesellschaft

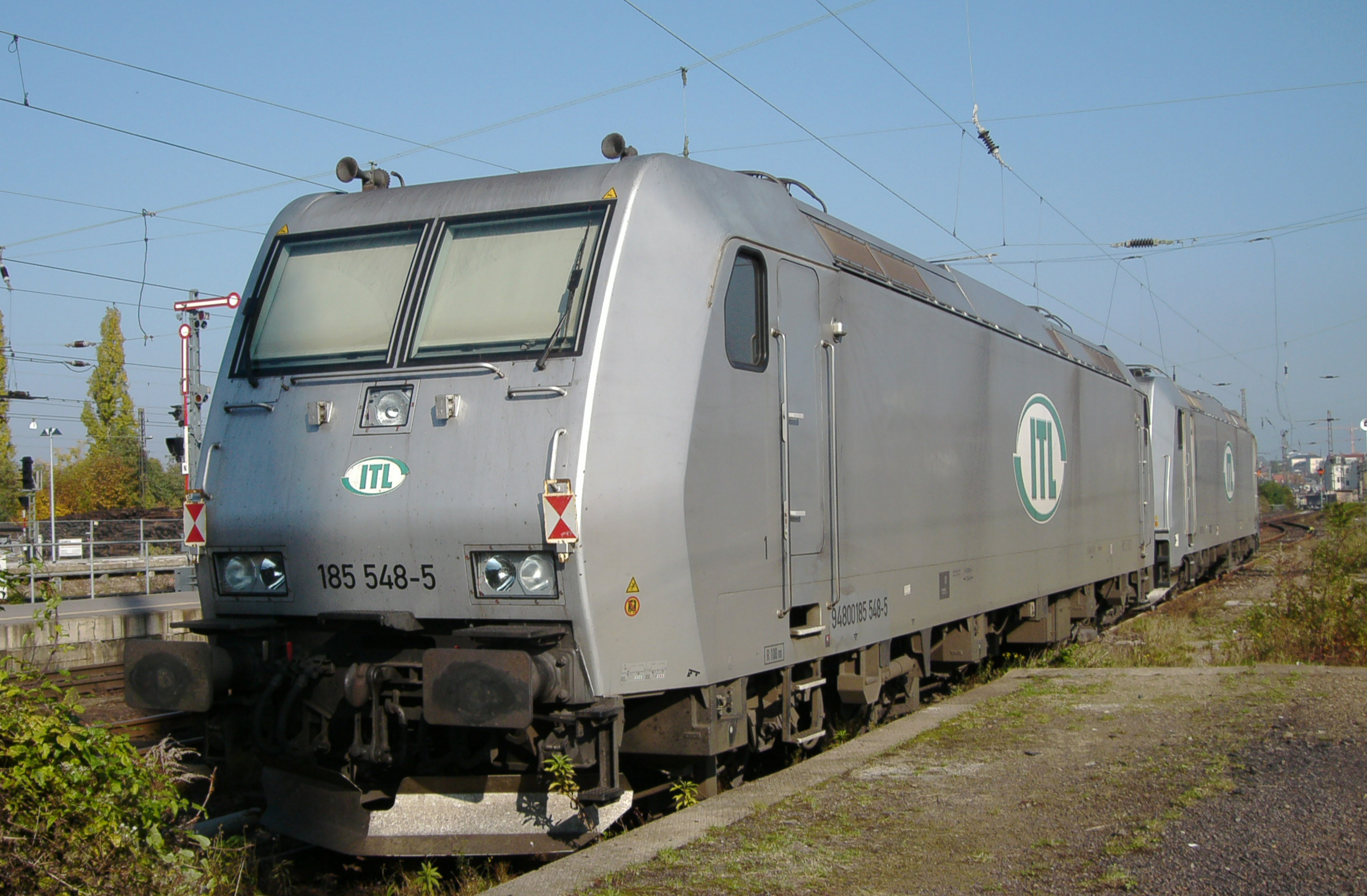
Elektrické lokomotivy řady 185 ITL

ITL Eisenbahngesellschaft mbH (VKM: ITL) je německý nákladní železniční dopravce patřící do skupiny francouzského státního železničního dopravce SNCF.

## Historie
Společnost byla založena 17. prosince 1998 a jejím jediným majitelem byl Uwe Wegat. Od dubna 2008 patří 75% podíl ITL francouzské státní společnosti SNCF. S účinností od 1. prosince 2010 se 100% vlastníkem společnosti stává SNCF Geodis. Již dříve však dopravce ITL fungoval jako součást společnosti Captrain Deutschland, tj. německého představitele mezinárodních železničních aktivit logistického operátora SNCF Geodis.

## Zahraniční aktivity
Kromě Německa provozuje ITL drážní dopravu také v zemích Beneluxu (prostřednictvím dceřiné společnosti ITL Benelux) a v Polsku (prostřednictvím ITL Polska). V roce 2002 byla založena v Česku dceřiná společnost ITL - Železniční společnost Praha, ta však není dopravcem. Držitelem licence pro provozování drážní dopravy však má společnost DBV-ITL, kde má ITL Eisenbahngesellschaft od roku 2005 podíl 50 %.
Pro společnost je klíčová doprava vlaků mezi Německem a Českem přes hraniční přechod Děčín - Bad Schandau ve spolupráci s ČD Cargem i jinými českými dopravci.